# Hymns in Prose for Children

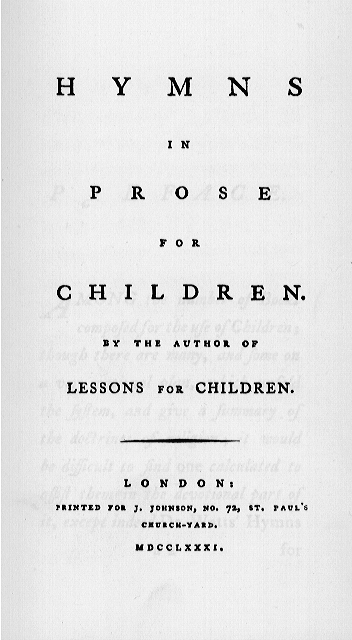
Primera página de Hymns in Prose.

Hymns in Prose for Children (1781) es un libro para niños escrito por la autora británica Anna Laetitia Barbauld.

## Contexto biográfico
Barbauld y su esposo estaban preocupados ante el hecho de que jamás tendrían un hijo propio y en 1775, luego de solo un año de matrimonio, Barbauld le sugirió a su hermano, John Aikin, adoptar uno de sus hijos:

Me doy cuenta que no estoy pidiendo algo sencillo; no debe ser fácil para un padre separarse de un hijo. Por eso diré que al tener más de uno es más simple. Ya que hace una gran diferencia en la felicidad de una persona tener o no tener hijos, creo que da igual si son tres, cuatro, cinco o seis; porque cuatro o cinco con suficientes para darles mucho cariño y afecto. Nosotros ganaríamos mucho, pero tú no perderías nada.

 Finalmente su hermano accedió y la pareja adoptó a Charles; Barbauld escribió sus libros más famosos para él: Lessons for Children (1778–9) e Hymns in Prose for Children (1781).

## Análisis literario
Lessons for Children e Hymns in Prose for Children, ambos escritos por Barbauld, marcaron una revolución en la literatura infantil. Por primera vez, las necesidades de los niños como lectores se consideraron seriamente. Barbauld demandó que sus libros fuesen impresos con letras grandes y márgenes amplios para facilitar la lectura, y principalmente, desarrolló un estilo de "diálogos informales entre un padre y un hijo" que dominaría la literatura infantil durante una generación.

## Legado
Lessons for Children e Hymns in Prose causaron, en su condición de libros para niños, un impacto sin precedentes; no solo influenciaron las poesías de William Blake and William Wordsworth, sino que también fueron utilizados para enseñarles a varias generaciones de niños. Aunque tanto Samuel Johnson como Charles James Fox ridiculizaron los libros infantiles de Barbauld opinando que estaba desperdiciando sus talentos, Barbauld misma creyó que sus escritos eran nobles y alentó a otros a seguir sus pasos. Como explica su biógrafa Betsy Rodgers, "le dio prestigio a la escritura de literatura juvenil, sin bajar su nivel al pasar a escribir libros para niños, e inspiró a otras personas a escribir en un nivel similar". En efecto, gracias a Barbauld, Sarah Trimmer y Hannah More se insipiraron para escribir libros destinados a los niños de menores recursos, además de llevar a cabo un movimiento de escuelas dominicales en gran escala. Ellenor Fenn escribió y diseñó una serie de libros y juegos para los niños de clase media y Richard Lovell Edgeworth comenzó uno de los primeros estudios sistemáticos del desarrollo de la infancia que culminaría no solo en un único tratado educativo escrito por  Maria Edgeworth y por sí mismo sino también en un gran número de cuentos infantiles escritos por Maria.